# Нечипоренко Юрій Родіонович
Нечипоренко Юрій Родіонович — український кінокритик.
Народ. 19 червня 1934 року в м. Краматорську Донецької обл. в родині шофера. Закінчив Макіївський металургійний технікум (1954), Київський політехнічний інститут (1964), а в 1972 році — Київський державний інститут театрального мистецтва ім. І. Карпенка-Карого. Працював у звукоцеху Київської кіностудії ім. О. П. Довженка (1967—1972). В 1972—1977 рр. завідував відділом українського кіно газети «На екранах України».
Автор книги «Микола Гринько» (К., 1987, у співавт. з Р. М. Померанським), багатьох статей у пресі. Член Національної спілки журналістів України.